# Гаплогруппа U1b (мтДНК)
Гаплогруппа U1b — гаплогруппа митохондриальной ДНК человека.

## Субклады
- U1b
  - U1b1
    - U1b1a
    - U1b1b
    - U1b1c
    -  U1b1d

  - U1b2
    - U1b2a
    - U1b2b
    - U1b2c
    - U1b2d
    - U1b2e
    - U1b2f
    -  U1b2g

  -  U1b3
    - U1b3a
    - U1b3b
    -  U1b3c

## Распространение

### Кавказ
Абхазо-адыгские народы
- абхазы — 0,7 % (137)
- адыгейцы — 0,7 % (155)
- черкесы — 1,6 % (123)

Тюркские народы
- карачаевцы — 10,4 % (106)
- кубанские ногайцы — 2,3 % (131)

## Палеогенетика

### Халколит
Древний Ближний Восток
- IKI024 | SK 635 __ İkiztepe __ Бафра, Самсун (ил), Турция __ 3959-3797 calBCE (5080±27 BP, MAMS-40678) __ М __ J2a1 (PF4610) # U1b1.[2]

### Бронзовый век
Новосвободненская культура
- Клады — Майкопский район, Адыгея, Россия[3]
  - I6270 | KLD89-11\48 __ Klady (kurgan 11, grave 48) __ 3610-3358 calBCE (4665±60 BP, OxA-5060) __ М __ U1b.
  - I6272 | KLADY_DLP __ Klady-Dlinnaya Polyana __ 3337-2925 calBCE __ М __ G2a2a # U1b1.

### Античность
Римская империя
- R114 | RMPR-114 __ Via Paisiello (Necropoli Salaria) __ Рим, Лацио, Италия __ 1 CE – 200 CE __ Ж __ U1b1.[4]

### Новое время
Португальская Индия — Кетеван Мученица
- QKT1 __ Church of St. Augustine, Goa __ Старый Гоа, Северный Гоа, Гоа, Индия __ XVII век __ Ж __ U1b.[5]

## Публикации
2010
- Литвинов С. С. Изучение генетической структуры народов Западного Кавказа по данным о полиморфизме Y-хромосомы, митохондриальной ДНК и Alu-инсерций. — Уфа, 2010. — 23 с.

2014
- Rai N; Taher N; Singh M; Chaubey G; Jha AN; Singh L; Thangaraj K. (Январь 2014). Relic excavated in western India is probably of Georgian Queen Ketevan. Mitochondrion. 14 (1): 1–6. doi:10.1016/j.mito.2013.12.002. PMID 24355295.

2019
- Wang CC; Reinhold S; Kalmykov A; et al. (Февраль 2019). Ancient human genome-wide data from a 3000-year interval in the Caucasus corresponds with eco-geographic regions. Nature Communications. 10 (1). doi:10.1038/s41467-018-08220-8. PMC 6360191. PMID 30713341.
- Antonio ML; Gao Z; Moots HM; et al. (Ноябрь 2019). Ancient Rome: A genetic crossroads of Europe and the Mediterranean. Science. 366 (6466): 708–714. doi:10.1126/science.aay6826. PMC 7093155. PMID 31699931.

2020
- Skourtanioti E, Erdal YS, Frangipane M; et al. (Май 2020). Genomic History of Neolithic to Bronze Age Anatolia, Northern Levant, and Southern Caucasus. Cell. 181 (5): 1158-1175.e28. doi:10.1016/j.cell.2020.04.044. PMID 32470401. {{cite journal}}: Явное указание et al. в: |author= (справка)Википедия:Обслуживание CS1 (множественные имена: authors list) (ссылка)